# Дунајов
Дунајов (слч. Dunajov) насељено је мјесто са административним статусом сеоске општине (слч. obec) у округу Чадца, у Жилинском крају, Словачка Република.

## Становништво
| Година:    | 1994. | 2004.   | 2014.    | 2024.   |
| ---------- | ----- | ------- | -------- | ------- |
| Број људи: | 907   | 914     | 1187     | 1105    |
| Разлика:   |       | +0,77 % | +29,86 % | -6,90 % |

| Година:    | 2023. | 2024.   |
| ---------- | ----- | ------- |
| Број људи: | 1104  | 1105    |
| Разлика:   |       | +0,09 % |

Према подацима о броју становника из 2024. године насеље је имало 1105 становника.